# Nomacs
nomacsは、FOSSの画像ビューアである。

## 概要
nomacsは軽量画像ビューアで、フレームワークとしてQt 5を採用している。

## 特徴
nomacsは以下のような特徴がある。
- RAW画像のサポート
- Exif情報の表示
- フレームレス・ビュー（縁無し）
- 簡易的な画像編集機能

### ファイルフォーマット
nomacsがサポートしている主なファイルフォーマットは以下の通りである。
- Portable Network Graphics（PNG）
- Joint Photographic Experts Group（JPEG）
- JPEG 2000（JP2）
- Tagged Image File Format（TIFF）
- Windows bitmap（BMP）
- WebP
- Graphics Interchange Format（GIF）
- Multiple-image Network Graphics（MNG）
- Scalable Vector Graphics（SVG、SVGZ）
- Photoshop Document（PSD）
- ZIP[注釈 1]
- Office Open XML[注釈 2]（DOCX、PPTX、XLSXT)
- APNG(プラグインとしてQtApng[4]が必要)[5]